# Eutelsat Hot Bird 13E
Eutelsat Hot Bird 13E – satelita telekomunikacyjny z serii Hot Bird należący do spółki Eutelsat, wystrzelony jako Hot Bird 7A 11 marca 2006 roku rakietą Ariane 5 ECA. 
Został skonstruowany przez Alcatel Alenia Space na bazie platformy Spacebus 3000 B3 w celu zastąpienia wycofanego z użytku satelity Hot Bird 1. Zaopatrzony jest w 38 transponderów działających w paśmie Ku. Posiada 2 rozkładane panele ogniw słonecznych, które są w stanie dostarczyć do 10 kW energii elektrycznej. Planowany czas pracy wynosi 15 lat.
Hot Bird 7A początkowo umieszczony był na pozycji 13°E. W lutym 2009, po przesunięciu na pozycję 9°E (gdzie zastąpił wysłużonego Hot Birda 2), zmienił nazwę na Eurobird 9A. W tym samym roku Eutelsat uruchomił pierwszy stały demonstracyjny kanał telewizji 3D.
Nazwę Eutelsat 9A otrzymał 1 marca 2012 w ramach ujednolicenia nazw satelitów przez Eutelsat. W 2016 został przeniesiony na pozycję 13°E już pod nazwą Eutelsat Hot Bird 13E.
Satelita obejmuje swym zasięgiem Europę, Afrykę Północną i Bliski Wschód. Na koniec 2011 nadawano za jego pośrednictwem ponad 300 kanałów telewizyjnych, z czego prawie 50 w wysokiej rozdzielczości.